# Llorenç màrtir
Llorenç de Roma (Laurentius en llatí) fou un dels set diaques de Roma, ciutat en què fou martiritzat en una graella l'any 258. Venerat com a sant per totes les confessions cristianes, la seva festivitat se celebra el 10 d'agost, dia que segons la tradició fou martiritzat.

## Hagiografia

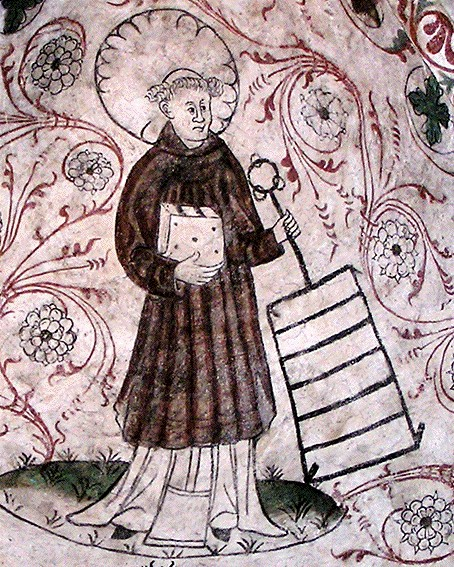
Fresc del s. XIV a l'església d'Overselö (Suècia)

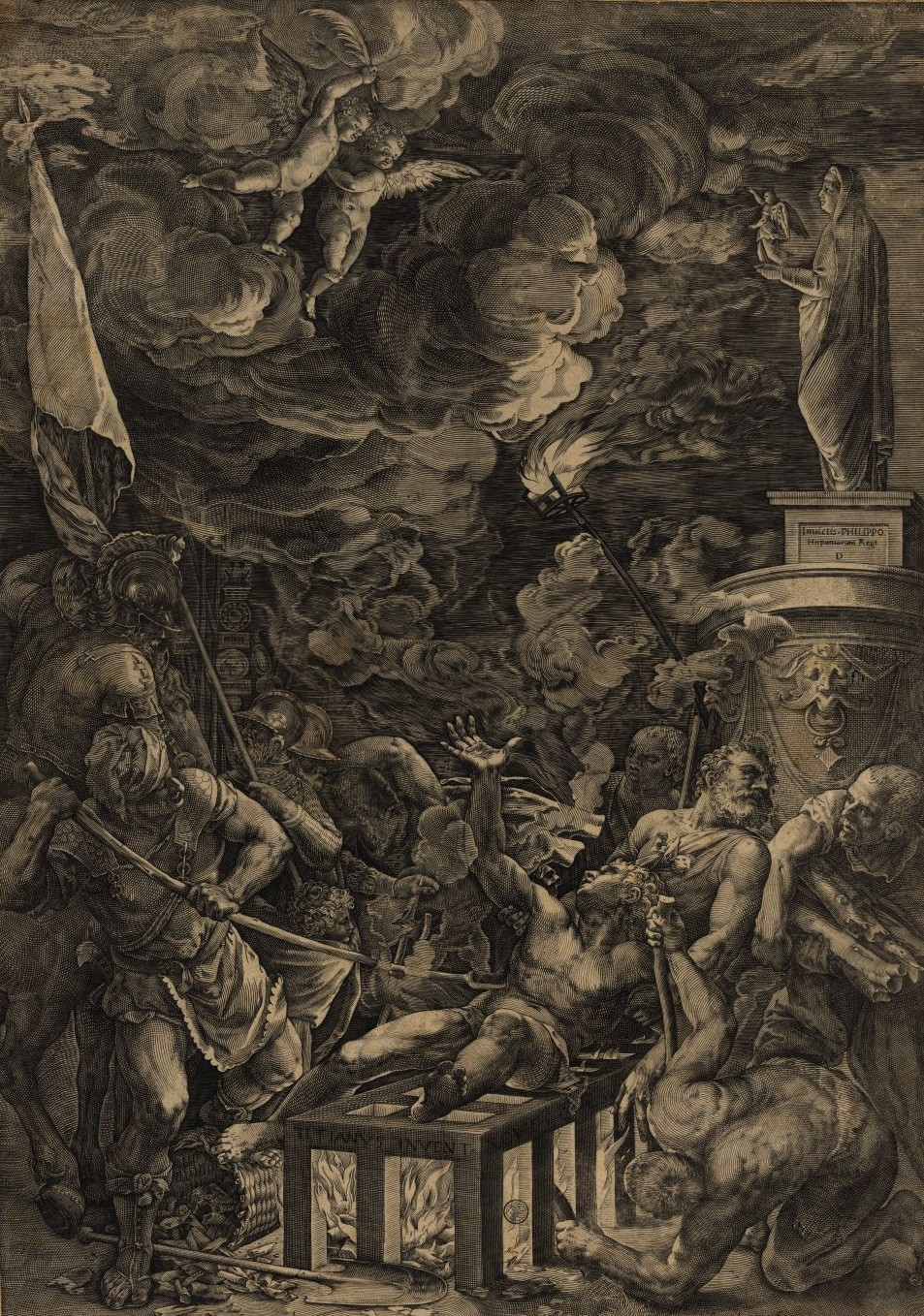
Gravat de Cornelis Cort, 1571, amb el martiri del sant

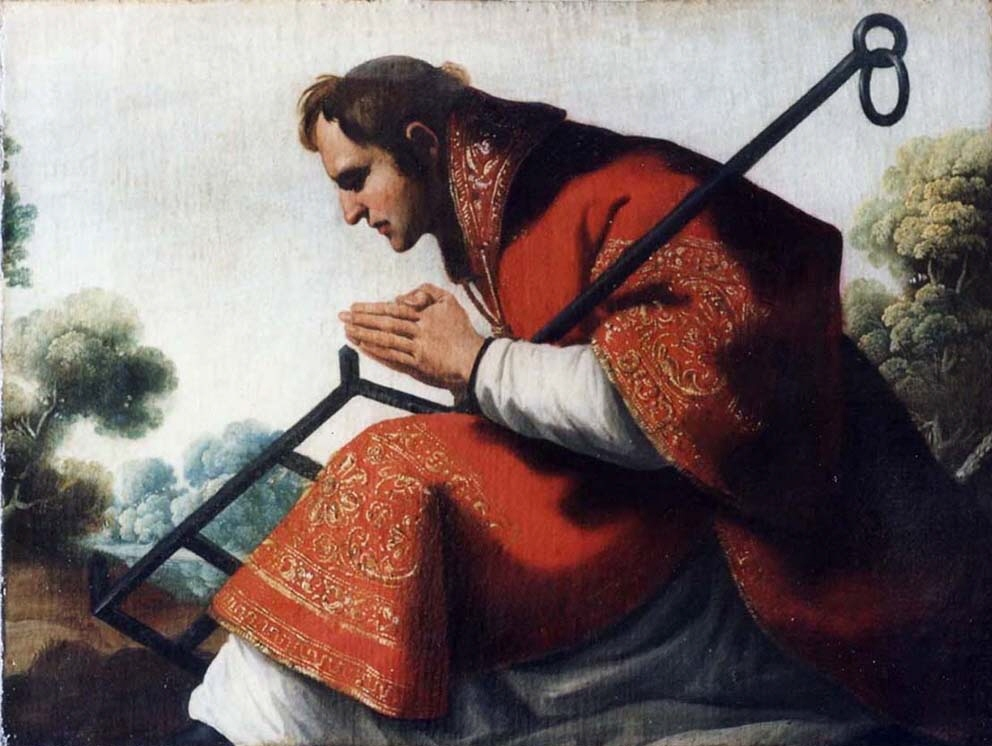
Pintura de Francisco de Zurbarán

La tradició situa el seu naixement a Osca, a la Tarraconense. Quan Sixt II fou nomenat papa el 257, Llorenç fou ordenat diaca i encarregat d'administrar els béns de l'Església i tenir cura dels pobres. Per aquesta tasca és considerat un dels primers arxivers i tresorers de l'Església i és el patró dels bibliotecaris.
Durant la persecució dels cristians sota l'administració de l'emperador Valerià I al 258 molts sacerdots i bisbes foren condemnats a mort, mentre que els cristians que pertanyien a la noblesa o al senat eren privats dels seus béns i enviats a l'exili. El Papa Sixt II fou una de les primeres víctimes d'aquesta persecució i fou crucificat el 6 d'agost. Una llegenda citada per Sant Ambròs diu que Llorenç es trobà amb Sixt en el seu camí cap a la crucifixió i li preguntà: "On vas, estimat pare, sense el teu fill? On vas, sant pare, sense el teu diaca? Mai has anat a l'altar de sacrificis sense el teu servidor, i ara desitges fer-ho sense mi?" i Sixt respongué: "D'aquí a tres dies em seguiràs". I segons la tradició, així fou, ja que el dia 10 d'agost fou posat en una graella i cremat viu en una foguera.

## Veneració
Sant Llorenç és un dels sants més àmpliament venerats per l'Església Catòlica Romana. El seu martiri succeí al principi de la història de l'Església i per això moltes altres tradicions cristianes també el veneren.
És patró de la ciutat d'Osca, on es creu que van néixer i a Roma on va morir. És també el patró dels bibliotecaris, cuiners i miners. El dia 10 d'agost el reliquiari que conté el seu cap cremat és exposat al Vaticà per ser venerat.

### Relíquies
Llorenç fou enterrat a la Via Tiburtina, a les catacumbes de Ciríaca, per Hipòlit i Justí. Constantí I el Gran feu construir-hi un petit oratori en honor del màrtir, que es convertí en punt de parada dels itineraris de peregrinació a les tombes dels màrtirs romans al segle vii. El papa Damas I reconstruí l'església, coneguda actualment com a Basilica di San Lorenzo fuori le Mura. Al lloc del martiri hi trobem la Basilica di San Lorenzo in Panisperna i on es va dictar sentència, a l'antic temple romà d'Antoni i Faustina, al Fòrum, s'aixecà l'església de San Lorenzo in Miranda. La graella utilitzada per martiritzar-lo fou guardada pel papa Pasqual II a l'església de San Lorenzo de Lucina. Un tros d'aquesta graella fou una de les relíquies concedides per l'emperador romà d'Orient, Manuel II Paleòleg, al rei d'Aragó, Martí I l'Humà, a principis del segle xv per agrair-li el seu suport contra els enemics de l'Imperi Romà d'Orient.

### Patronatge a Catalunya
El sant és patró d'algunes poblacions que duen el seu nom; és l'advocat del foc i dels oficis que treballen amb el foc com els fonedors, forners, terrissers o vidriers, per tal de demanar-li protecció davant els incendis. També se l'invoca per tal de demanar protecció contra els incendis als boscos, habituals en l'època de la seva festivitat. Nombroses esglésies i capelles tenen Goigs dedicats a sant Llorenç.
La seva festa s'escau quan hi ha la pluja d'estels dels Perseids, coneguda popularment com a Llàgrimes de Sant Llorenç.

### Patronatge a Osca (Aragó)
Com a patró d'Osca, Sant Llorenç és una de les festes patronals de la ciutat, situada entre els dies 9 i 15 d'agost. Aquest període festiu rendeix homenatge al màrtir amb una sèrie d'actes, misses i balls, iniciats amb l'anomenat "chupinazo" el 9 d'agost a les 12 del migdia, un petit coet llençat des de l'Ajuntament de la ciutat, situat a la plaça de la Catedral.
Durant els dies següents, les penyes de la ciutat juntament amb les seves xarangues toquen la música dels dansaires de les espases, un ball molt conegut i molt repetit en aquesta època festiva. Altres festes i actes durant aquests dies també inclouen la festa taurina (a la plaça de toros) i les feries situades als afores de la ciutat, a més d'altres actes més religiosos com el saludo al Santo, Solemnes Completas al Santo, la procesión del Santo i la ofrenda.
En els dies festius de Sant Llorenç, els habitants vesteixen amb els símbols característics de la festa: vestimenta de color blanc, amb un mocador de color verd, en el qual hi ha la flor d'alfàbrega i la graella, en representació de la mort del Sant i en memòria seva.
Aquesta festivitat tan important finalitza la nit del 15 d'agost, a les 24 hores, amb l'anomenada Despedida del Santo. Aquest és un acte per acomiadar la festivitat amb la cançó "Adiós, San Lorenzo, adiós" a la plaça de Sant Llorenç.

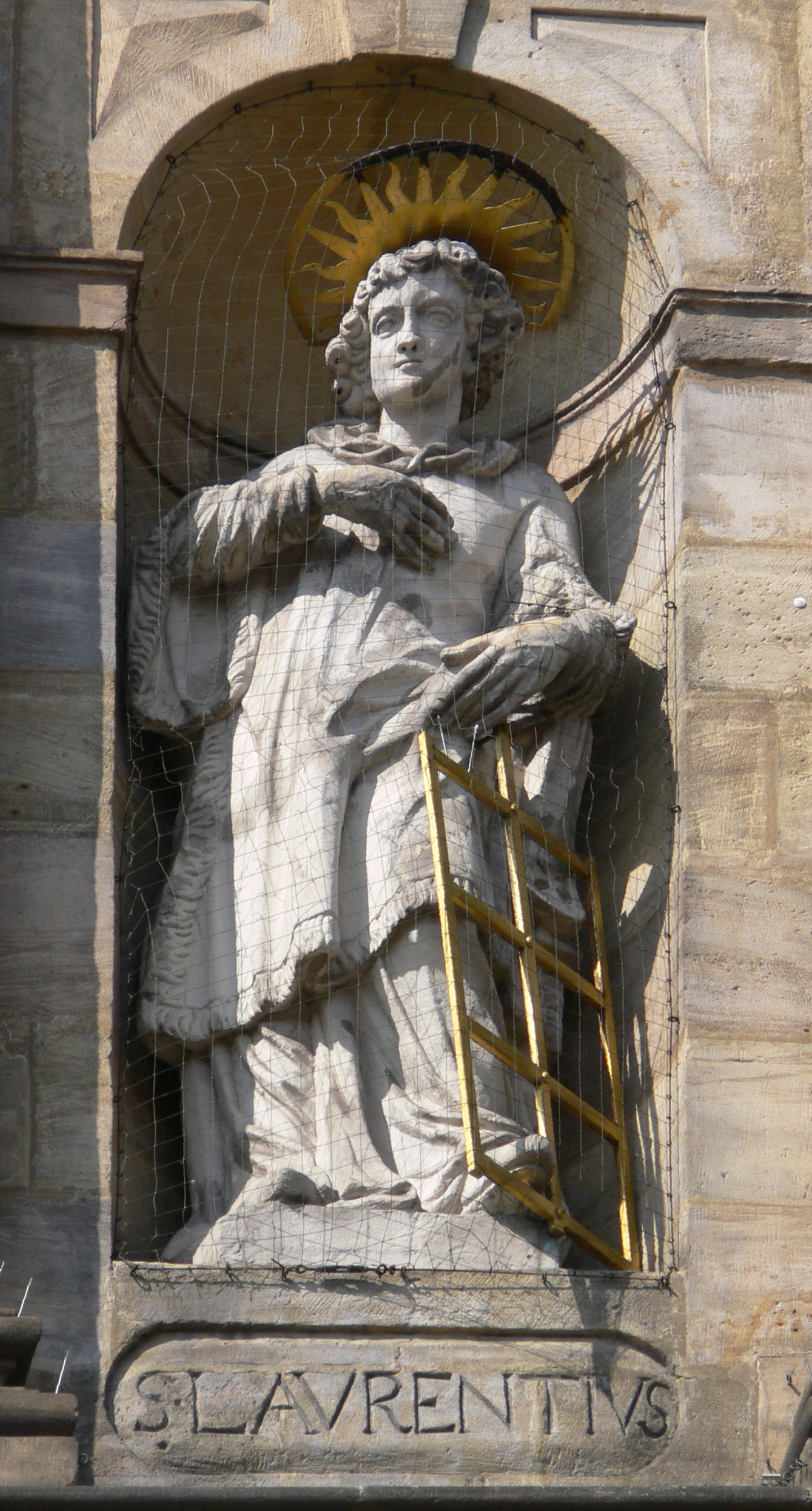
Estàtua de 1690 a Sant Martí de Bamberg (Alemanya)
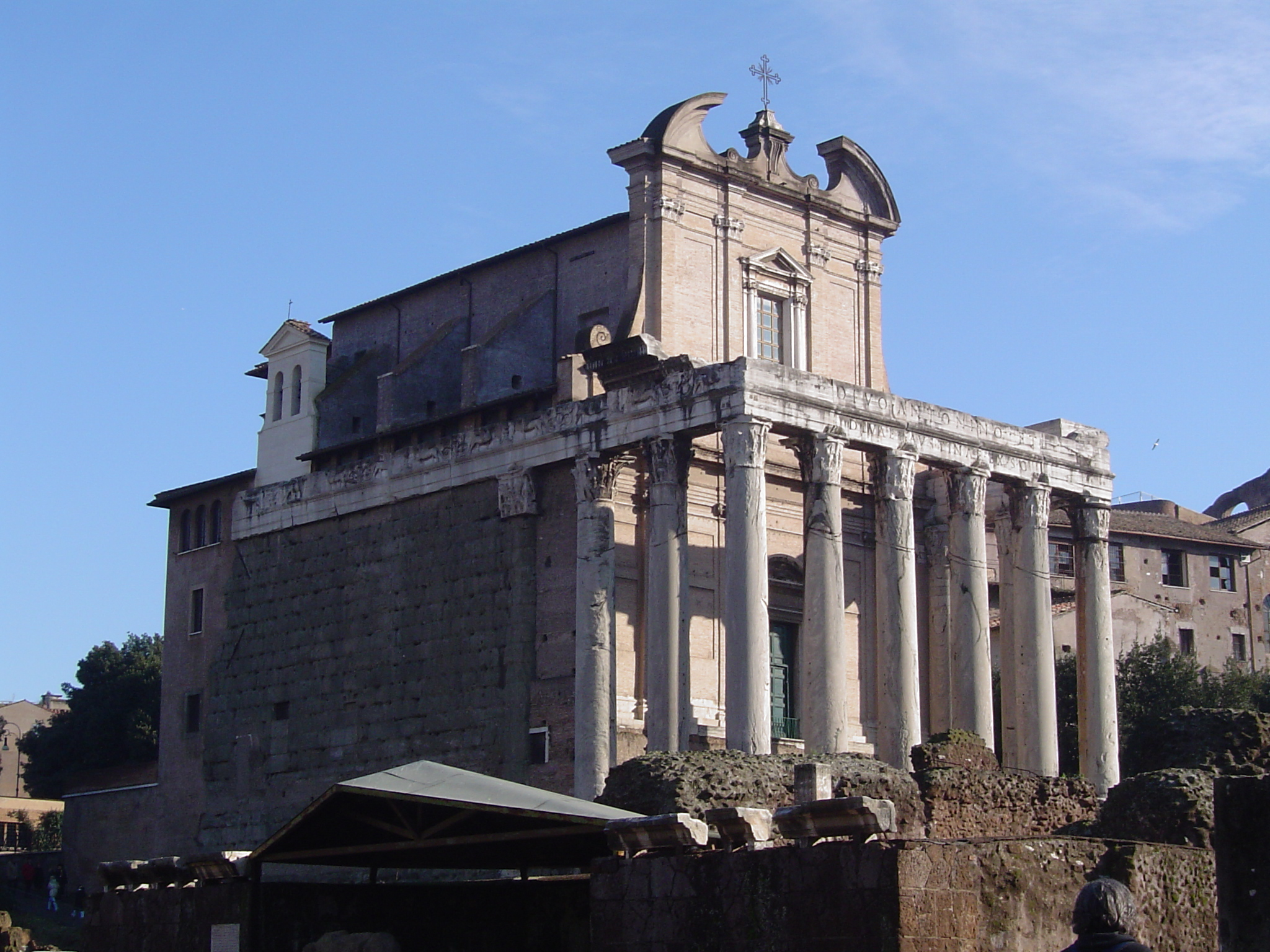
San Lorenzo in Miranda (Roma), sobre el temple d'Antoni i Faustina, al Fòrum, lloc on va ser sentenciat el sant
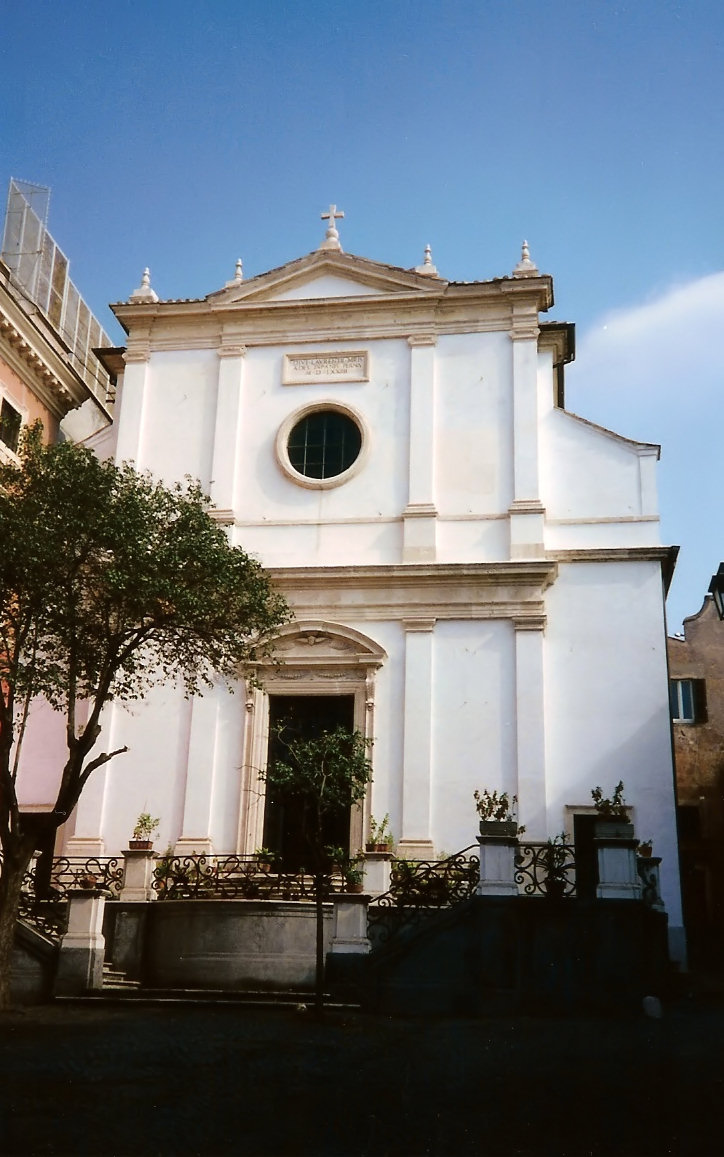
San Lorenzo in Panisperna (Roma, Via Panisperna), al lloc del martiri del sant
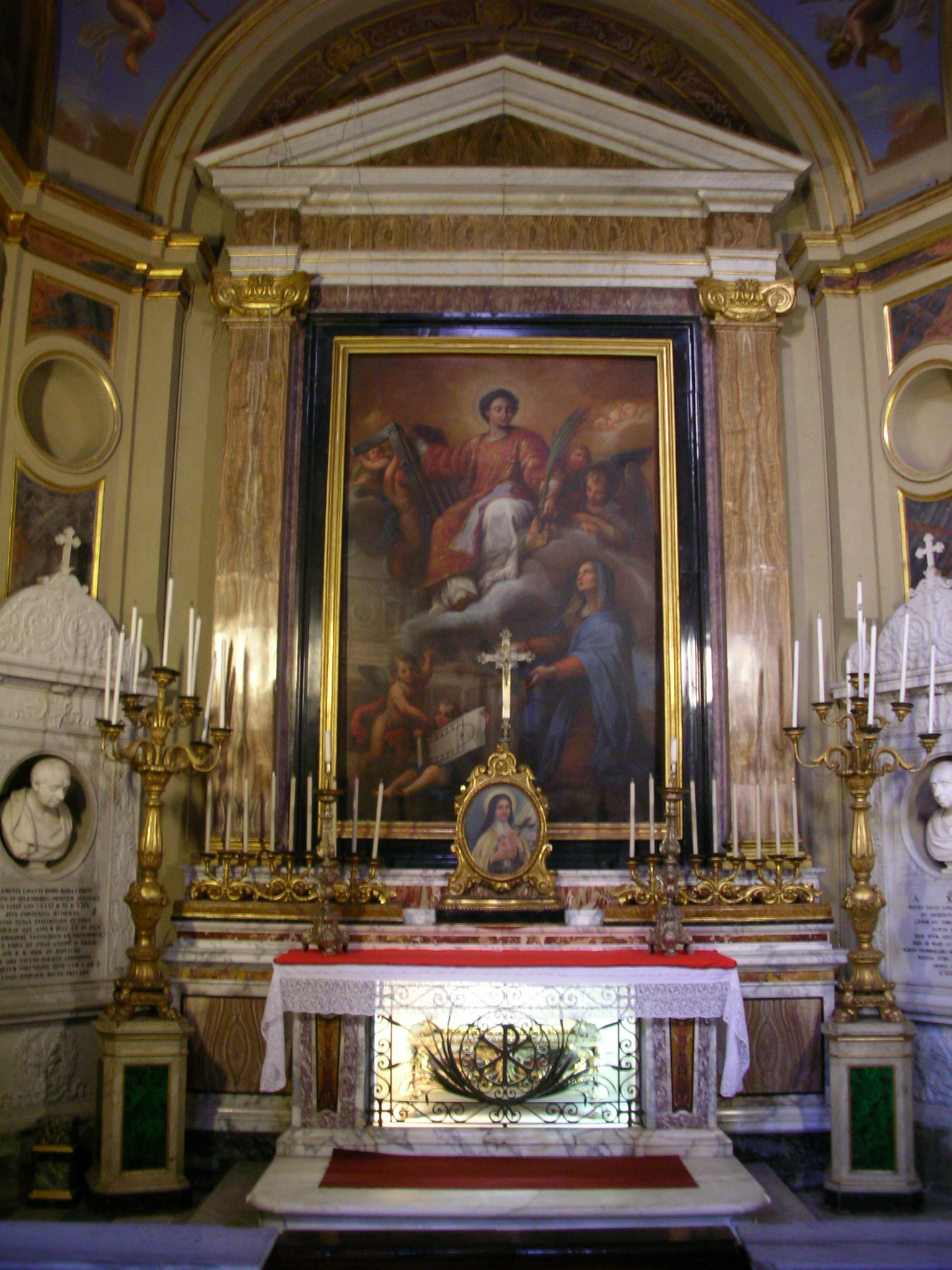
Capella a San Lorenzo in Lucina (Roma); sota l'altar, urna amb la graella del martiri del sant
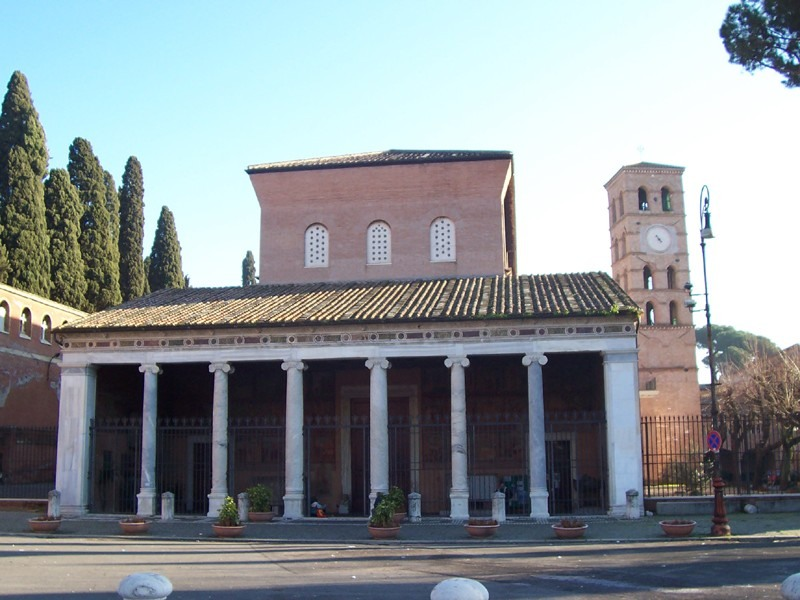
San Lorenzo fuori le Mura, sobre la tomba del sant (Roma)
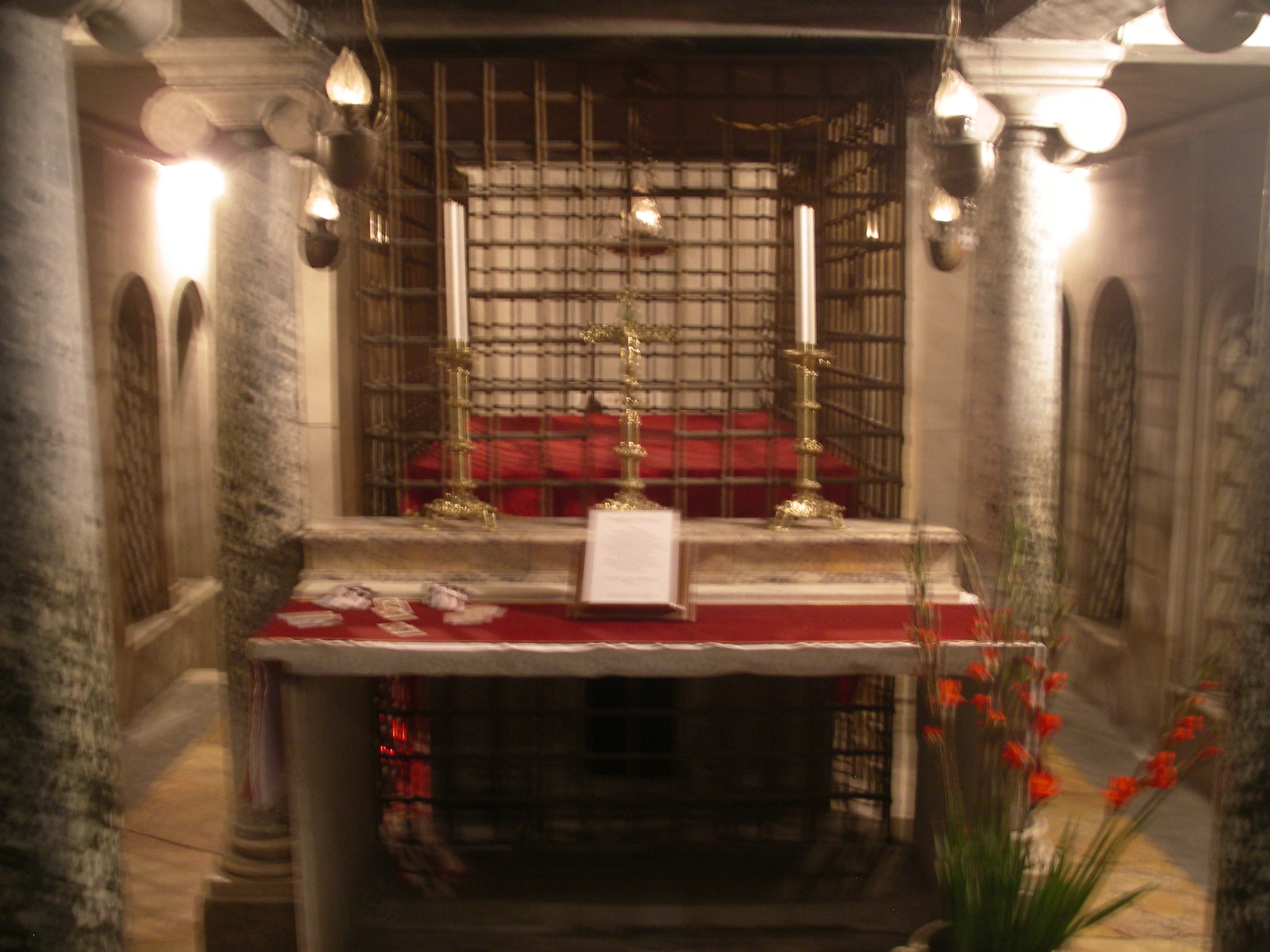
Sepulcre del sant a la cripta de San Lorenzo fuori le Mura
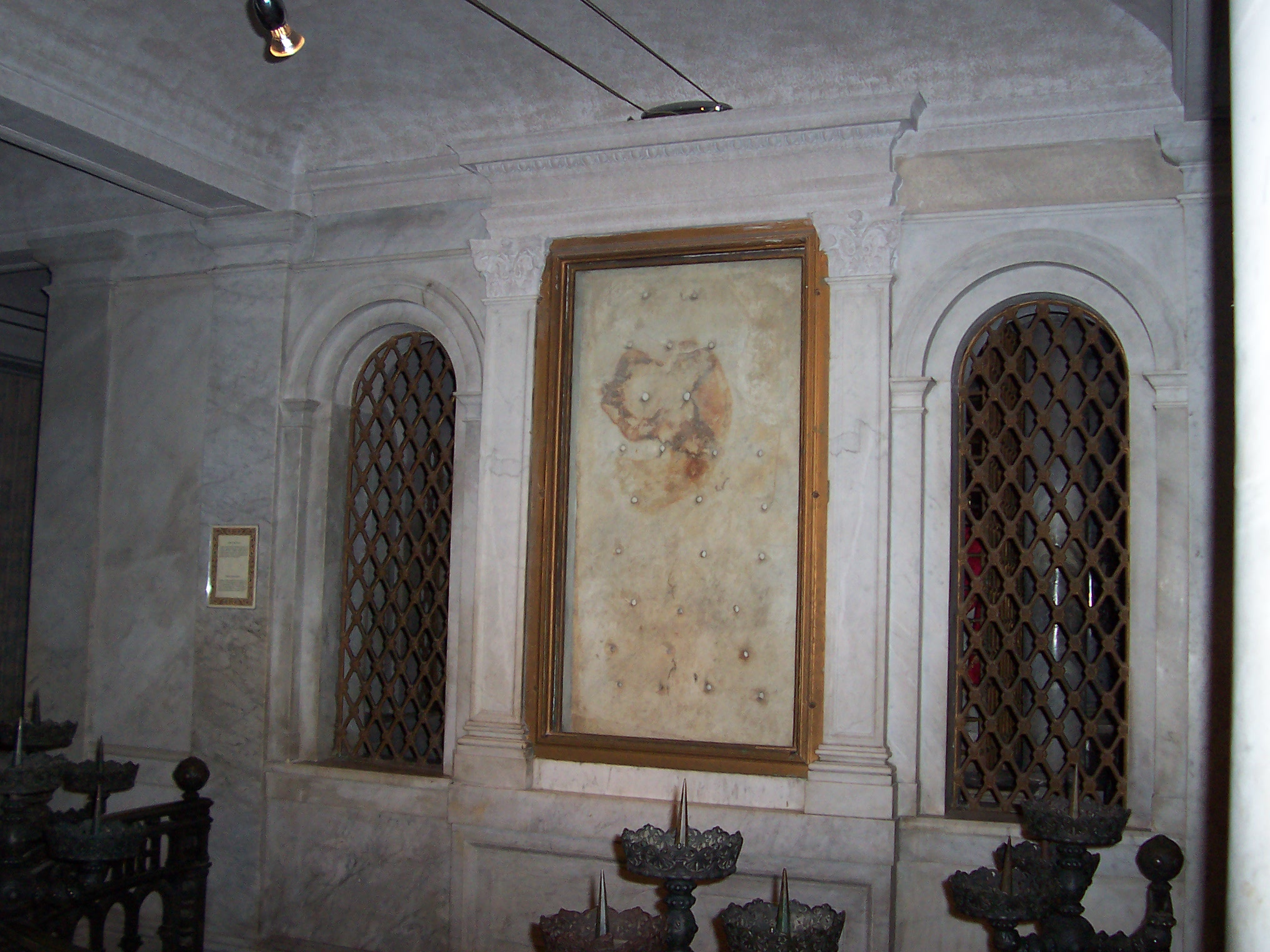
Làpida on va reposar el cos del sant un cop mort (S. Lorenzo fuori le Mura, Roma)

## Iconografia
Obres:
- Frontal d'altar romànic de Sant Llorenç Dosmunts (Museu Episcopal de Vic)
- Relleu al timpà de la façana principal de la Catedral de Gènova (segle xiii)
- Retaule de sant Llorenç, atribuït a l'entorn de Lluís Borrassà, segle xv (Museu de la catedral de Barcelona)
- Retaule dedicat a Sant Llorenç provinent de Preixana. S. XV (Museu Episcopal de Vic)
- Sant Llorenç, de Zurbarán (Museu de l'Hermitage)
- Pintures de la volta sobre el presbiteri de la Catedral de Gènova, obra de Lazzaro Tavarone (s. XVII)
- Relleu de fusta policromada, s. XVII (Museu Diocesà i Comarcal de Solsona)